# 埃尔斯特特雷布尼茨
埃尔斯特特雷布尼茨（德語：Elstertrebnitz）是德国萨克森州的市镇，隶属于莱比锡县。总面积为11.66平方千米，截至2023年12月31日总人口为1,276人。